# ТЕЦ Gulf CRN
14°5′51″ пн. ш. 100°34′23″ сх. д. / 14.09750° пн. ш. 100.57306° сх. д.
ТЕЦ Gulf CRN — теплоелектроцентраль, споруджена у Таїланді дещо північніше від столиці країни міста Бангкок (поблизу від індустріальної зони Наванакорн).
В 2013 році на майданчику станції став до ладу парогазовий блок комбінованого циклу потужністю 110 МВт, в якому дві газові турбіни живлять через відповідну кількість котлів-утилізаторів одну парову турбіну.
Станція отримала довгостроковий контракт на викуп 90 МВт потужності державною електроенергетичною компанією Electric Generating Authority of Thailand (EGAT), тоді як надлишкова електроенергія та вироблена технологічна пара постачаються сусіднім підприємствам.
Як паливо станція використовує природний газ. Її майданчик знаходиться поблизу газового хабу Вангной, ресурс до якого надходить чи міг надходити через трубопроводи Бангпаконг – Вангной (з 1996-го), Ратчабурі – Вангной (з 2000-го, надалі реверсований) та Каенгкой — Вангной (з 2015-го).
Видача продукції відбувається по ЛЕП, розрахованій на роботу під напругою 115 кВ.
Проект реалізували через Gulf JP CRN Company Limited, яка належить японській Electric Power Development (також відома як J-POWER) та Gulf Energy Development Public Company (найбільший тайський приватний інвестор в електроенергетику). Первісно їх частки розподілялись як 90 % на 10 %, проте з 2016-го Gulf Energy Development збільшила свою участь до 40 %.